# Agnes Östergren
Agnes Kajsa Östergren, född 3 juni 1985 i Stockholm, är en svensk scenograf, kostymör och barnskådespelare. 

## Biografi
Agnes Östergren är dotter till Pernilla August och Klas Östergren och halvsyster till Alba August och Asta Kamma August. 
Som barn gjorde hon mindre filmroller i Bo Widerbergs Ormens väg på hälleberget (1986) och Anders Wahlgrens Den döende dandyn (1989) och Sveriges Televisions serie Längtans blåa blomma (1998). Hon utbildade sig inom textildesign vid yrkeshögskolan Håndarbejdets fremme/University College Capital i Köpenhamn 2007–2010 och studerade scenografi vid Lunds universitet 2012 och Stockholms dramatiska högskola 2014–2017.
Åren 2011–2015 hade hon scenografi- och kostymuppdrag för ett flertal fria teatergrupper i Malmö, som Potato Potato, Teater 23, Teater Insite och Varietéteatern Barbès, samt kostymering för flera SVT Malmö-program som Sommarlov, Robins och Barda. Därefter har hon bland annat varit medskapare av konceptproduktionen A map to get lost på Backa teater 2017 och verkat vid Dramaten, Stockholms stadsteater, Regionteatern Blekinge Kronoberg, Turteatern och Ung scen/öst. 2018 gjorde hon scenografi och kostym till Shakespeares Romeo och Julia på Teater Västmanland och till operaverket Salieri vs Mozart på Folkoperan.

## Teater

### Scenografi och kostym
| År   | Produktion                          | Upphovsmän                                                | Regi           | Teater                   | Noter                 |
| ---- | ----------------------------------- | --------------------------------------------------------- | -------------- | ------------------------ | --------------------- |
| 2021 | Svindlande höjder Wuthering Heights | Emily Brontë Översättning och dramatisering Melody Parker | Melody Parker  | Uppsala stadsteater      | Scenografi och kostym |
| 2022 | Penelope                            | Py Huss-Wallin och Nils Granberg                          | Py Huss-Wallin | Teater Galeasen          | Scenografi och kostym |
| 2025 | Effekten The Effect                 | Lucy Prebble Översättning Pamela Jaskoviak                | Melody Parker  | Kulturhuset Stadsteatern | Scenografi och kostym |